# Kanton Castelnau-de-Médoc
Castelnau-de-Médoc is een voormalig kanton van het Franse departement Gironde. Het kanton maakte sinds mei 2006 deel uit van het arrondissement Lesparre-Médoc, daarvoor behoorde het tot het arrondissement Bordeaux. Het kanton werd opgeheven bij decreet van 20 februari 2014, met uitwerking op 22 maart 2015. Alle gemeenten werden opgenomen in het nieuw gevormde kanton Le Sud-Médoc.

## Gemeenten
Het kanton Castelnau-de-Médoc omvatte de volgende gemeenten:
- Arcins
- Arsac
- Avensan
- Brach
- Cantenac
- Castelnau-de-Médoc (hoofdplaats)
- Cussac-Fort-Médoc
- Labarde
- Lacanau
- Lamarque
- Listrac-Médoc
- Margaux
- Moulis-en-Médoc
- Le Porge
- Sainte-Hélène
- Salaunes
- Saumos
- Soussans
- Le Temple